# برنارد زيمرمان
برنارد زيمرمان (بالإنجليزية: Bernard Zimmerman)‏ هو مهندس معماري أمريكي، ولد في 22 أبريل 1930 في Cleveland ‏ في الولايات المتحدة، وتوفي في 4 يونيو 2009 في لوس أنجلوس في الولايات المتحدة.